# پورتو فلیپ
پورتو فلیپ نوعی نوشیدنی است. معمولا با براندی ، شراب سرخ پرتغالی و یک زرده تخم‌مرغ درست می شود. 
کوکتل پورتو فلیپ اولین بار توسط جری توماس در کتاب خود در سال ۱۸۶۲ به نام راهنمای متصدی بار: چگونه نوشیدنی ها را مخلوط کنیم ثبت شد.    البته اولین بار تحت نام "کوکتل قهوه"، به دلیل شباهت ظاهر آن قهوه به جای مواد تشکیل دهنده آن نامگذاری شده بود.